# Heinrich Schütz
Heinrich Schütz (germană: [ʃʏʦ]; n. 8/18 octombrie 1585, Bad Köstritz, Haus Reuß⁠(d) – d. 6/16 noiembrie 1672, Dresda, Principatul Saxoniei) a fost un compozitor și organist german, unul din cei mai importanți compozitori ai secolului al XVII-lea, considerat pe larg a fi cel mai important compozitor german de până la Johann Sebastian Bach.

## Lucrări
Principalele lucrări publicate (din cele peste 500 care au supraviețuit):
- Il primo libro de madrigali (opus 1, Veneția, 1611)
- Psalmen Davids (Cartea 1) (opus 2, Dresda, 1619)
- Historia der ... Aufferstehung ... (Învierea) (opus 3, Dresda, 1623)
- Cantiones sacrae (opus 4, Freiberg, 1625)
- Becker Psaltirea (opus 5, Freiberg, 1628, revizuit 1661)
- Sacrae Symphoniae (Cartea 1) (opus 6, Veneția, 1629)
- Musikalische Exequien (opus 7, Dresda, 1636)
- Kleine geistliche Konzerte (Cartea 1) (opus 8, Leipzig, 1636)
- Kleine geistliche Konzerte (Cartea 2) (opus 9, Leipzig, 1639)
- Sacrae Symphoniae (Cartea 2) (opus 10, Dresda, 1647)
- Geistliche Chor-Muzica (opus 11, Dresda, 1648)
- Sacrae Symphoniae (Cartea 3) (opus 12, Dresda, 1650)
- Zwölf geistliche Gesänge (opus 13, Dresda, 1657)
- Historia der ... Geburt ... Jesu Christi (Poveste De Crăciun; Dresda, 1664)
- Lukas-Passion (Patimile lui St. Luke) (Dresda, 1665)
- Johannes-Passion (Patimile După Ioan) (Dresda, 1666)
- Matthäus-Passion (Patimile dupa Matei) (Dresda, 1666)
- Königs und Propheten 119er Psalm ... (Psalmul 119, Psalmul 100) (opus ultimum, Dresda, 1671)